# اچ‌ام‌اس المپیا (۱۸۰۶)
اچ‌ام‌اس المپیا (۱۸۰۶) (به انگلیسی: HMS Olympia (1806)) یک کشتی است که طول آن ۶۸ فوت ۲ اینچ (۲۰٫۸ متر) می‌باشد. این کشتی در سال ۱۸۰۶ ساخته شد.